# آلکساندر کیتمن هو
آلکساندر کیتمن هو (انگلیسی: Alexander Kitman Ho؛ زادهٔ ۱۹۵۰ میلادی) که اغلب با نام ای. کیتمن هو (به انگلیسی: A. Kitman Ho) شناخته می‌شود، یک تهیه‌کنندهٔ فیلم اهل ایالات متحده آمریکا است.
او در هنگ کنگ به دنیا آمد و زمانی که او ۵ ساله بود با خانواده اش به ایالات متحده مهاجرت کرد. پس از فارغ‌التحصیلی از کالج گوداردِ ورمونت با مدرک کارشناسی ارشد در سینما، مطالعات خود را در مدرسه هنر تیشِ دانشگاه نیویورک ادامه داد.
او به عنوان تهیه‌کنندهٔ فیلم‌هایی از الیور استون مانند جوخه، وال استریت، Talk Radio، متولد چهارم ژوئیه، دورز، JFK و بهشت و زمین شناخته شده‌است.

## فیلم‌شناسی
- بی‌عشق (۱۹۸۱)
- جوخه (۱۹۸۶) تهیه‌کنندگی مشترک
- وال استریت (۱۹۸۷) تهیه‌کنندگی مشترک
- Talk Radio (۱۹۸۸)
- متولد چهارم ژوئیه (۱۹۸۹)
- دورز (۱۹۹۱)
- جی‌اف‌کی (۱۹۹۱)
- بهشت و زمین (۱۹۹۳)
- روی زمین مرگبار (۱۹۹۴)
- شبح و ظلمت (۱۹۹۶)
- قصر ویران‌شده (۱۹۹۹) مدیر اجرایی تولید
- وزن آب (۲۰۰۰)
- علی (۲۰۰۱)
- هتل رواندا (۲۰۰۴)
- جادهٔ رزرویشن (۲۰۰۷)